# Bruce Conner
Bruce Conner (* 18. November 1933 in McPherson, Kansas, USA; † 7. Juli 2008 in San Francisco) war ein US-amerikanischer Avantgarde-Künstler. Er galt als US-amerikanischer Filmpionier.

## Leben
Bruce Conner studierte 1951/1952 an der Wichita State University und machte 1956 seinen Bachelor an der University of Nebraska. Danach studierte er an der Brooklyn Museum Art School und der University of Colorado, wo er auch seine spätere Frau, die Künstlerin Jean Sandstedt, kennenlernte. Er wurde in den auslaufenden 1950er-Jahren international bekannt mit seinen avantgardistischen Skulpturen aus Nylonstrümpfen, Möbelteilen, kaputten Puppen und anderem Wohlstandsmüll. 1958 zeigte er seinen „A Movie“, einen Experimentalfilm aus gefundenem Filmmaterial, der Kultstatus erlangte und Vorläufer für heutige Videoclips war. Es folgten Filme wie „Cosmic Ray“ (1961), „Report“ (1967), „Crossroads“ (1976) und fast zwanzig weitere.
Conner zählte neben Stan Brakhage, Ken Jacobs, Jonas Mekas und Andy Warhol zu den Stars der Underground-Filmszene der späten 1950er- und 1960er-Jahre. 1988 wurde er mit dem „Maya Deren Independent Film and Video Artists Award“ des American Film Institute ausgezeichnet.

## Ausstellungen
- 2011: Bruce Conner, Kunsthalle Wien
- 2011: Bruce Conner, Kunsthalle Zürich
- 2021: Bruce Conner. Light out of Darkness, Museum Tinguely